# Närsjön (Lima socken, Dalarna)
Närsjön är en sjö i Malung-Sälens kommun i Dalarna och ingår i Dalälvens huvudavrinningsområde. Sjön har en area på 0,242 kvadratkilometer och ligger 522,6 meter över havet. Sjön avvattnas av vattendraget Näran.

## Delavrinningsområde
Närsjön ingår i det delavrinningsområde (679120-134340) som SMHI kallar för Ovan 679355-134137. Medelhöjden är 628 meter över havet och ytan är 19,81 kvadratkilometer. Det finns inga avrinningsområden uppströms utan avrinningsområdet är högsta punkten. Näran som avvattnar avrinningsområdet har biflödesordning 3, vilket innebär att vattnet flödar genom totalt 3 vattendrag innan det når havet efter 494 kilometer. Avrinningsområdet består mestadels av skog (58 procent) och kalfjäll (28 procent). Avrinningsområdet har 0,24 kvadratkilometer vattenytor vilket ger det en sjöprocent på 1,2 procent.